# GoGo for the Gold
GoGo for the Gold es un programa de competencia y telerrealidad estadounidense producido por Hey Qween TV, que busca encontrar al mejor stripper masculino de Estados Unidos, recibiendo el vencedor un premio final de 10.000$. El programa comenzó su emisión el 13 de mayo de 2022 y está presentado por Jonny McGovern, contando además con un jurado conformado por Adrian Hart, Greg McKeon, Jojo Guadz, y Teddy Bear.
La segunda temporada comenzó a emitirse el 14 de junio de 2022.